# En papillote

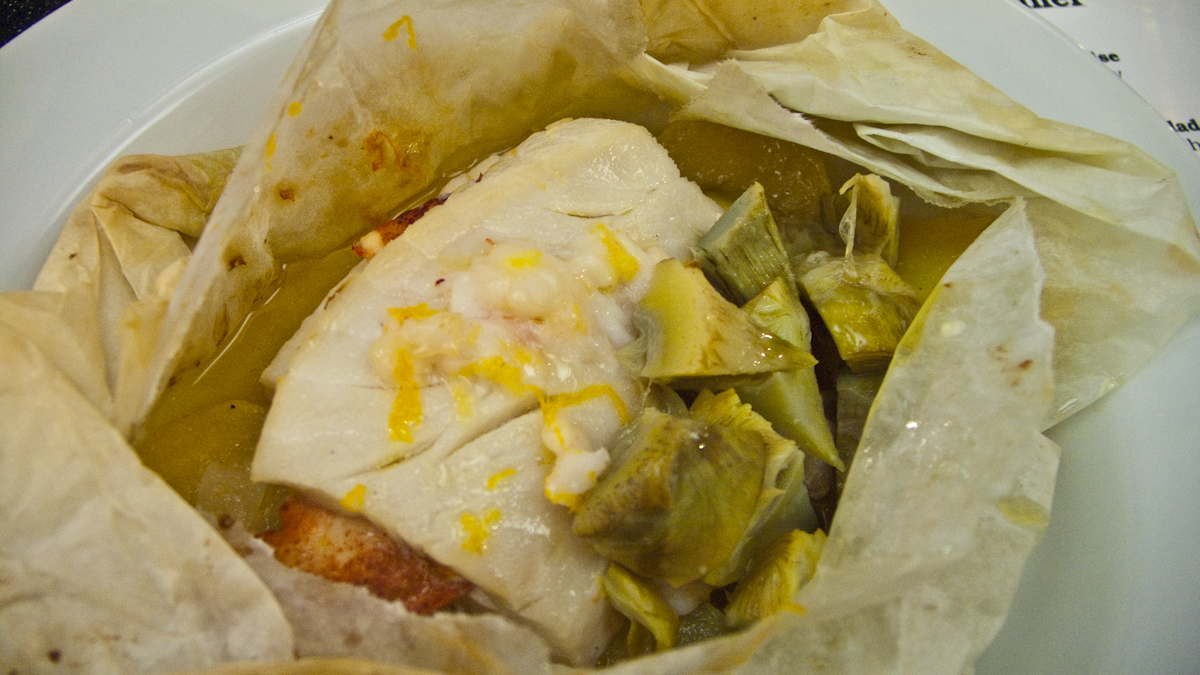
Fisch en papillote

En papillote ist ein Ausdruck aus der französischen Küchenfachsprache und bedeutet in Folie gegart. Papillote bedeutet eigentlich auf Französisch Bonbonpapier.
Diese Garmethode wird für Fisch, Fleisch und Gemüse angewandt, das en papillote, also in eingeöltes (Pergament)-Papier gewickelt und gebraten wird. Ähnlich werden Lebensmittel auch in Baumrinde (paperbark), Ton, Bananenblättern, Salzkruste oder Filoteig gegart.

## Zubereitung
En papillote ist eine trockene Methode des Kochens, eine Art Ableitung vom Backen und geschieht nach dem Prinzip der Konvektion bei einer Temperatur von 140–180° Celsius, abhängig von der Art der Zutaten. Lebensmittel en papillote werden fest in Pergamentpapier eingewickelt. Beim Garen auf diese Weise gibt es keine Möglichkeit, den Gargrad vor dem Servieren zu überprüfen. En papillote eignet sich für kleine, erstklassige, ganze oder in Filets geschnittene Stücke von Fleisch, Geflügel, Wild und Fisch. Beilagen wie Gemüse müssen teils zuerst blanchiert werden, um sicherzustellen, dass sie gleichzeitig mit der Hauptzutat fertiggegart werden.
Die Speise wird in der Papillote, in der sie gegart wurde, serviert. Traditionell öffnet der Mâitre d'hótel (Oberkellner) die Tüte vor dem Kunden, sodass die Aromen der Speise vor dem Gast entströmen.

## Geschichte
Im 17. und 18. Jahrhundert verwendeten Köche Rindfleisch nicht mehr nur um Suppe herzustellen, sondern auch für Brühen und Bratensoßen. Sie brieten Steak und Rippen und begannen auch Rinderfilet, Filet und Rumpsteak zu rösten und im eigenen Saft zu servieren. Manchmal wurde das Fleisch zuerst in Sauce gekocht und anschließend in gefettetem Papier (en papillote) gegrillt, um die vollständige Saftaufnahme zu gewährleisten. Man war bemüht, den natürlichen Geschmack der Zutaten zu bewahren. Bevor das Fleisch zum Braten auf den Spieß gesteckt wurde, hatten sowohl Taillevent's Le Viandier als auch Le Ménagier de Paris generell das Vorkochen in Wasser empfohlen, um das Fleisch für das Lardieren vorzubereiten. 1631 empfahl La Varenne stattdessen das Blanchieren, um den Fleischsaft nicht zu verdünnen.
Das Ziel der Köche war, das Fleisch dazu zu bringen, den gesamten Saft wieder zu absorbieren, den es beim Kochen in der Bouillon verloren hatte, daher wurden Köche zum Beispiel beim Kochen der Rippen ermahnt, „die Sauce zu reduzieren, damit der Saft in der Rippe bleibe“, und ihn dann durch Grillen en papillote noch weiter einzudicken.